# Hong Kong Open 1999
L'Hong Kong Open 1999  è stato un torneo di tennis giocato sul cemento. È stata la 24ª edizione dell'Hong Kong Open, che fa parte della categoria International Series nell'ambito dell'ATP Tour 1999.  Il torneo si è giocato a Hong Kong in Cina, dal 5 all'11 aprile 1999.

## Campioni

### Singolare maschile
Andre Agassi ha battuto in finale  Boris Becker con il punteggio di 6(4)–7, 6–4, 6–4

### Doppio maschile
James Greenhalgh /  Grant Silcock hanno battuto in finale  Andre Agassi /  David Wheaton per walkover